# Swoboda (Lublin)
Pour les articles homonymes, voir Swoboda.
Swoboda (prononciation : [sfɔˈbɔda]) est un village polonais de la gmina de Niemce dans le powiat de Lublin de la voïvodie de Lublin dans l'est de la Pologne.
Il se situe à environ 5 kilomètres au sud-est de Niemce (siège de la gmina) et 13 kilomètres au nord-est de Lublin (siège du powiat et capitale de la voïvodie).

## Histoire
De 1975 à 1998, le village est attaché administrativement à l'ancienne Voïvodie de Lublin.

Depuis 1999, il fait partie de la nouvelle voïvodie de Lublin.